# Democrazia diretta

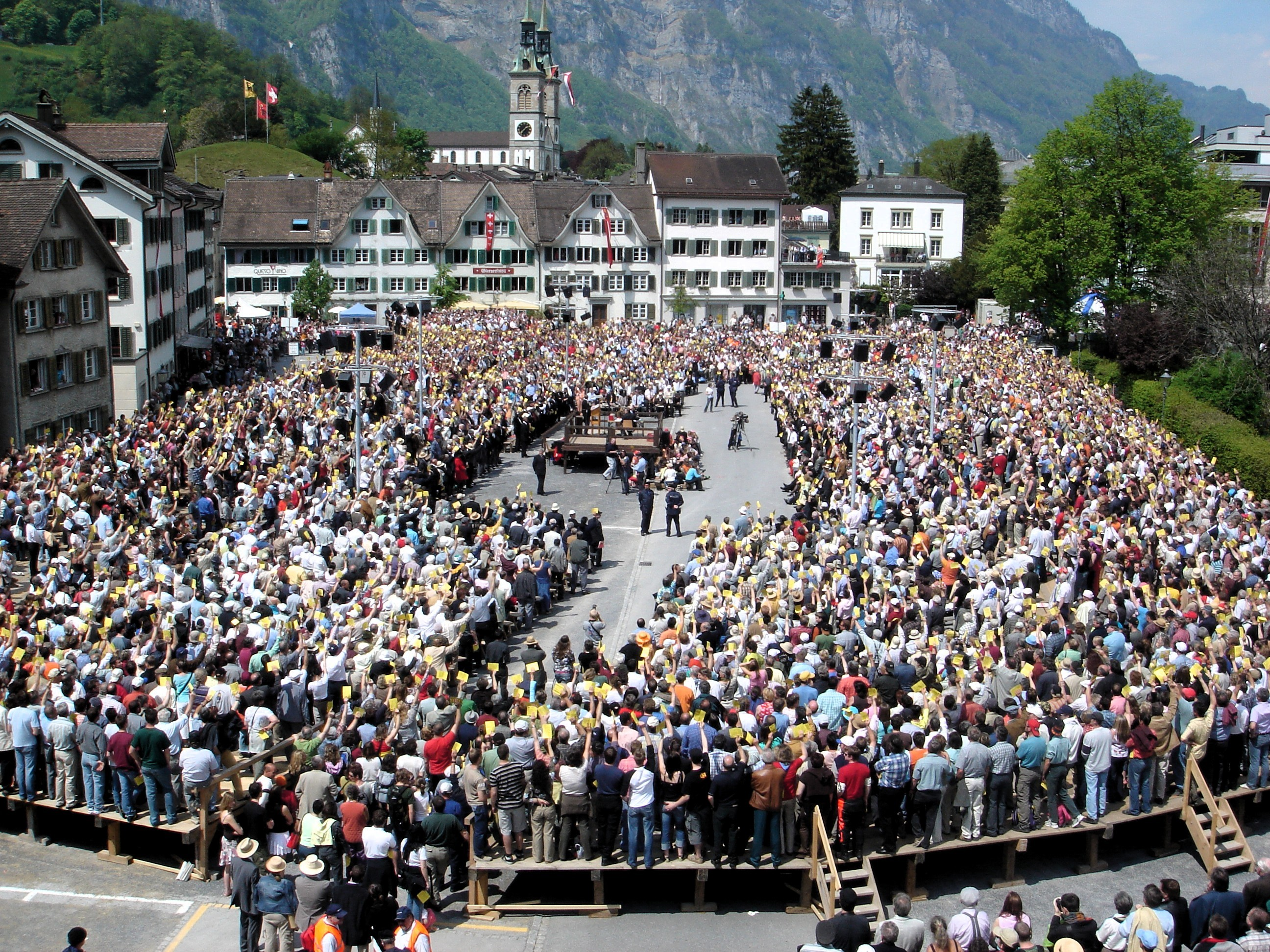
Landsgemeinde («comunità rurale» o «assemblea») nel Canton Glarona in Svizzera, 7 maggio 2006: le votazioni si effettuano per alzata di mano.

La democrazia diretta o democrazia pura è una forma di democrazia in cui il corpo elettorale decide direttamente sulle iniziative politiche, senza rappresentanti eletti come delegati, in contrasto con il modello di democrazia rappresentativa che si verifica nella maggior parte delle democrazie consolidate. La teoria e la pratica della democrazia diretta e della partecipazione come caratteristica comune hanno costituito il nucleo del lavoro di molti teorici, filosofi, politici e critici sociali, dei quali tra i più importanti si ricordano Jean-Jacques Rousseau, John Stuart Mill e George Douglas Howard Cole.

## Descrizione

### Rapporto con la democrazia rappresentativa
"Il confronto tra democrazia diretta e rappresentativa si è sempre posto in
termini antitetici". 
Come messo in evidenza dal sociologo Moisej Ostrogorskij, nelle conclusioni del suo "Democrazia e partiti politici" la democrazia diretta rappresenta lo strumento più idoneo nel contrastare la "degenerazione oligarchica" dei partiti dato che, eliminando il monopolio del potere legislativo, riduce la pressione delle lobby di interesse sui partiti.
Eppure la democrazia diretta è declinata in modo meno antitetico alla rappresentanza parlamentare, quando non la contesta in assoluto ma soltanto per la sua esclusività: in questi casi essa costituirebbe un sistema legislativo nel quale nessun organo dello Stato detiene il potere legislativo in forma monopolistica, ma tutti i cittadini possono partecipare direttamente alla vita politica su base volontaria, promuovendo "iniziative" o "referendum" nel rispetto delle regole fissate, sui temi di loro scelta. 
Secondo Andreas Auer, professore di Diritto Costituzionale all'Università di Zurigo e direttore del Centro di studi e di documentazione sulla democrazia diretta, 

### Equivoci nell'uso del termine
Altre forme, specifiche, di democrazia vengono a volte confuse con la democrazia diretta. Può essere infatti comune l'utilizzo improprio di termini diversi quali sono "democrazia partecipativa" e "democrazia deliberativa".
La "democrazia partecipativa" consiste negli strumenti utili a raccogliere pareri e opinioni che forniscono informazioni stimolando la collaborazione tra cittadini e rappresentanti, ma di per sé questa forma di democrazia non contempla strumenti per attribuire potere legislativo ai cittadini.
Lo sono, ad esempio, gli incontri istituzionali che il Governo e gli altri enti rappresentativi tengono con le cosiddette "parti sociali" (sindacati, associazioni di categoria...), atti a raccogliere informazioni e proposte in merito di una determinata legislazione in corso di approvazione.
La "democrazia deliberativa" raccoglie gli strumenti per realizzare il consenso tra persone di pareri ed interessi differenti. Queste altre forme di democrazia, con loro specifici strumenti e mezzi applicativi, possono eventualmente affiancare la democrazia diretta che resta definita dagli strumenti legislativi elencati precedentemente.

## Storia
Nelle sue prime forme la democrazia diretta si caratterizzava per il fatto di sostituire interamente, o quasi, la democrazia rappresentativa: l'organo legislativo a volte non era presente essendo sostituito dall'assemblea dei cittadini. Gli unici rappresentanti erano, in quel caso, i soli membri dell'esecutivo.
Per questo la democrazia diretta moderna (che affianca e non sostituisce l'organo legislativo) è a volte anche detta "democrazia semi-diretta" oppure "democrazia diretta moderna" per distinguerla dal modello immediatamente precedente (e per altro a volte ancora esistente) della "democrazia diretta medioevale". Questa forma moderna della democrazia diretta è stata ideata durante la Rivoluzione francese essendo presente nella costituzione francese del 1793 (Costituzione "montagnarda", mai applicata) ed è stata poi sviluppata in Svizzera tra il 1848 ed il 1891. In seguito è stata adottata, in forme diverse, in diversi paesi del mondo tra cui numerosi stati USA (inclusa la California), alcuni paesi europei e stati indiani.

### Nell'antica Atene
La democrazia diretta è stata tra le prime forme di governo democratico, essendo il regime che si è sviluppato durante il V secolo a.C. nella polis di Atene. L'antica forma democratica ateniese nasce nel 508 a.C., con la riforma politica promossa da Clistene (in realtà una forma di democrazia rappresentativa su base tribale). Successivamente, con le riforme di Efialte e Pericle, raggiunge il massimo grado di maturazione.

#### Cariche pubbliche
Arché era la parola usata ad Atene per indicare le cariche pubbliche. Queste si dividevano in due categorie: quelle che erano assegnate tramite sorteggio e quelle che erano attribuite mediante l'elezione. Quelle assegnate tramite sorteggio potevano essere ricoperte da ogni cittadino di media intelligenza e competenza mentre le seconde potevano essere svolte solo da un numero limitato di persone in quanto richiedevano una certa competenza.
All'interno della prima categoria troviamo le cariche militari. Per comandare le forze militari e navali di Atene, ogni anno, dall'inizio del VI secolo a.C., furono eletti dieci strategoi. Inizialmente l'ecclesia eleggeva uno strategos per ognuna delle dieci tribù. Alla fine del V secolo a.C. però, divenne possibile eleggere più di uno strategos per tribù. Inizialmente gli strategoi erano i comandanti effettivi dei contingenti della loro tribù; nel terzo quarto del IV secolo a.C. cinque di questi strategoi furono eletti per determinati compiti (uno al comando dell'esercito per le operazioni militari fuori dell'Attica, uno per la difesa del territorio interno, due responsabili del controllo del porto del Pireo e uno che si occupava dell'armamento della flotta). Gli altri cinque invece rimanevano a disposizione per compiti o incarichi particolari.
La carica della strategia permetteva di entrare a far parte della boulé e dell'ecclesia e forniva l'opportunità di diventare famosi. Si trattava di un'arché che poteva essere esercitata fino a quando un uomo era in grado, ogni anno, di ottenere un sostegno sufficiente grazie al voto dei cittadini. Non è infatti casuale che gli strategoi ad Atene includessero nel loro numero importanti personaggi politici di Atene.
Il demos ogni anno eleggeva i dieci comandanti dei dieci reggimenti delle tribù. Ad Atene non esisteva all'interno dei soldati e dell'esercito una particolare gerarchia. Le stesse forze navali erano sotto il comando degli strateghi. Benché nella marina non esistessero ruoli subordinati eletti in modo regolare, ad Atene tuttavia non mancavano marinai esperti. Ogni trireme era comandata da un capo chiamato kybernetes, il timoniere. Toccava al trierarca, tolta la paga dei marinai, sostenere le spese di esercizio per un intero anno. La spesa, alquanto onerosa, a partire dal 350 a. C. fu distribuita tra i 1200 cittadini più ricchi raggruppati in venti “compagnie”. Nel 354/3 Demostene propose di aumentare il numero di cittadini a duemila e di suddividere le spese in proporzione alle proprie ricchezze.
Altre cariche che venivano assegnate a coloro che si riteneva avessero le giuste referenze erano quelle di ambasciatore, di responsabile dei programmi edilizi, di segretario o di tesoriere di comitati o fondi particolari. Anche la scelta di un architetto non poteva avvenire tramite sorteggio. Tuttavia anche queste ultime cariche erano sempre concesse dal voto dell'ecclesia e gli stessi funzionari erano sempre sorvegliati dalla boulè. Per quanto riguarda le cariche assegnate mediante sorteggio la più importante e antica era l'arcontato. Nei tempi più antichi era una carica ricoperta dai candidati scelti dalle due classi più abbienti dei pentakosiomedimnoi e dagli hippeis. Più tardi la nomina venne assegnata tramite un'estrazione a sorte. Pertanto anche i membri dei teti potevano essere eletti, anche se sembra improbabile che molti teti abbiano davvero servito come arconti.
Gli arconti erano nove: l'arconte eponimo, che dava il suo nome all'anno durante il quale ricopriva la carica; l'arconte re; il polemarco e sei thesmothetai. L'arconte eponimo si occupava della supervisione dei casi “famigliari”. L'arconte re giudicava i crimini religiosi, compresi gli omicidi e gli incidenti dolosi. Il polemarco si occupava dei processi privati che riguardavano i meteci e gli altri cittadini non privilegiati. I responsabili dei calendari dei processi erano i thesmotethai, che avevano anche l'incarico di occuparsi delle incriminazioni ossia delle accuse di aver proposto un decreto legge o una legge scorretta.
Tutti e dieci gli arconti, compreso il segretario dei thesmothetai, avevano il compito di scegliere annualmente il gruppo dei 6000 giudici popolari. I tre arconti maggiori avevano inoltre un ruolo di primo piano in una serie di riti religiosi, di cerimonie e di feste.
La maggior parte delle cariche non occupava tutto il tempo dei cittadini e le commissioni composte dai membri potevano dividere il lavoro tra i rispettivi membri. Le archai non militari potevano essere ricoperte una sola volta nella vita. Se includiamo la boulè circa mille posti dovevano essere rivestiti di anno in anno da cittadini che superavano i trent'anni di età.
I compiti della maggior parte delle cariche erano semplici ed elementari. Ogni arché comportava delle funzioni precise e delle precise responsabilità. Da un certo punto di vista il sistema ateniese era inefficiente: poco professionale, lento, scoordinato, macchinoso e privo di continuità. Tuttavia i poteri legislativi, esecutivi e giudiziari dello Stato erano esercitati dai cittadini in una misura che non fu mai uguagliata né prima né dopo. Pochi ateniesi volevano che il loro sistema fosse cambiato radicalmente.
La partecipazione alla direzione degli affari locali e alle cariche pubbliche riguardava un'alta percentuale della popolazione. In tal modo si rafforzava il coinvolgimento delle assemblee popolari. La partecipazione e la rappresentazione decisa dalla sorte caratterizzavano tutte le pubbliche decisioni prese nell'Atene democratica. Quando era impossibile riunire l'ecclesia, tutte le decisioni erano affidate ai dikasteria, i quali rappresentavano il popolo. Questo sistema di reclutamento diffuso produceva ottimi risultati per quanto riguarda il lavoro ordinario. Ma un'organizzazione politica come quella ateniese non garantiva né la formulazione di progetti politici a lungo termine né il conferimento di quella necessaria flessibilità ed evoluzione nell'amministrazione interna e nella risposta alle nuove sfide.

#### L'Ecclesia
Atene, il caos era consuetudine per le strade; il motivo consisteva nel fatto che il Popolo aveva “fame” di libertà che da secoli aveva perso…
Una delle prime cose che cambiò le sorti e le consuetudini passate, fu un'assemblea rivoluzionaria. Nata intorno al 400 a.C. durante la I era di Pericle, l'Ecclesia, (dal latino “ecclesía”, che risale al greco “ekklēsía”, significa assemblea), era l'Assemblea dei cittadini, presente con diversità strutturali, funzionali e nominative, stesse in tutte le antiche città Greche. Nei regimi democratici comprendeva tutti i cittadini; nei regimi oligarchici la partecipazione all'ecclesia era subordinata a un certo censo, per lo più quello oligarchico, o addirittura alla nascita.
In particolare, per ecclesia s'intende l'assemblea popolare di Atene, cui partecipavano tutti i cittadini di pieno diritto che avessero compiuto i vent'anni d'età.
Le sue attribuzioni, vastissime, riguardavano l'elezione dei magistrati, l'approvazione delle leggi e la decisione ultima sulla pace, la guerra e le alleanze. Quindi aveva potere (legislativa, giudiziaria e esecutiva) La legge vietava però al presidente dell'ecclesia, (nel sec. V a.C. era l'epistate dei pritani), di mettere in discussione qualsiasi proposta che non fosse stata presentata dalla bulè. Ogni proposta derivante dall'iniziativa privata (tutti i cittadini avevano il diritto di prendere la parola nell'ecclesia), così come ogni emendamento a un deliberato della bulè, doveva passare attraverso la bulè stessa. Per tenere entro giusti limiti l'onnipotenza dell'ecclesia fu istituita la cosiddetta “grafè parà nòmon” o accusa d'illegalità, per cui, chi avesse fatto proposte illegali o comunque nocive ai cittadini, poteva essere condannato a un'ingente ammenda, all'esilio e persino alla morte.
La votazione nell'ecclesia avveniva per un'alzata di mano; era invece segreta e si faceva per mezzo di pietruzze, se si trattava dei diritti di un singolo cittadino. In generale i decreti dell'ecclesia erano validi senza quorum, (la quota, in numeri assoluti o in percentuale, dei voti o dei votanti richiesto perché un candidato risulti eletto o perché siano valide le decisioni di un'assemblea), determinato; erano però necessari almeno seimila suffragi (ecclesia plenaria) per l'ostracismo, (votazione scritta su pezzi di cocci chiamati óstraca), per l'impunità all'eventuale autore di una proposta illegale ma necessaria, o per le persone colpite da atimia (perdita totale o parziale dei diritti da parte del cittadino per indegnità). Durante la rivoluzione oligarchica del 411 a.C. il numero dei membri dell'ecclesia fu ristretto a cinquemila per evitare confusione e disordine.
A dire il vero, questo regime "democratico" era molto diverso dall'accezione che gli diamo oggi. Infatti, i requisiti per essere "cittadini" erano:
- libero;
- di famiglia ateniese;
- di sesso maschile;
- maggiorenne (cioè aver compiuto i 18 anni).

Dunque gli schiavi, le donne e gli "stranieri" non potevano votare. Si presume che tra il 10% ed il 20% della popolazione ateniese aveva diritti politici, gli altri non erano considerati "cittadini" (non facevano parte della demos).

#### Grafē paranómōn
Questa apparente totale eguaglianza e libertà di pensiero e di espressione trovò una grande limitazione pratica con la graphe paranomon (in greco Γραφή παρανόμων): il cittadino che in assemblea avesse proposto alcunché in contrasto con il diritto tradizionale poteva subire pene assai gravi. Questo, ovviamente, comportò una grave limitazione alla libertà di espressione in assemblea. (isegoria)

#### La Boulè

##### Struttura
Ogni anno ad Atene si svolgeva una riunione nella quale si eleggevano, attraverso un sorteggio, 500 cittadini, 50 da ognuna delle 10 tribù. I bouletai non potevano essere eletti più di 2 volte nella vita e mai per due anni consecutivi. I prescelti erano sottoposti ad un esame per controllare le loro credenziali (essere cittadini, avere trenta anni, non essere stati privati dei diritti politici)
La carica di bouletes era riservata a chi aveva un certo reddito (occorreva essere qualificato come zeugita). I membri della boulè ricevevano un'indennità dallo Stato ed erano esentati dal servizio militare.
Ogni gruppo di cinquanta bouletai appartenente ad una delle dieci tribù ricopriva a turno, per una decima parte dell'anno, il ruolo di pritano, ossia faceva parte del comitato che dirigeva i lavori della boulè. Ogni giorno uno di loro veniva estratto a sorte per ricoprire la carica di presidente chiamato epistates. La carica non poteva essere rivestita più di una volta nella vita. L'epistates presiedeva a tutte le sedute della giornata e gli venivano affidate le chiavi della tesoreria pubblica.

##### Funzioni
La boulè formulava abbozzi di proposte da sottoporre all'ecclesia detti probouleuma. Essi potevano essere espressi sotto forma di un consiglio specifico, oppure poteva essere formulata una questione aperta, lasciando agli stessi membri dell'ecclesia il compito di produrre una direttiva specifica.
Successivamente alla formazione della lega di Delo (478/7) la boulè si trovò ad essere maggiormente coinvolta negli aspetti economici e diplomatici di Atene. In particolare la boulè giunse ad esercitare la supervisione delle entrate e delle uscite. La boulè diventò l'organo politico al quale dovevano rispondere e fare riferimento tutti i numerosi funzionari di Atene. Oltre ad occuparsi della costruzione e della manutenzione delle navi la boulè si occupava anche della gestione degli edifici pubblici e delle opere pubbliche. Essa possedeva l'autorità giudiziaria per applicare le proprie decisioni e per dare inizio a procedimenti legali.
Essendo l'organismo politico che in un certo senso rappresentava il demos ateniese sovrano e che stilava l'ordine del giorno per le riunioni dell'ecclesia, la boulè divenne lo strumento rappresentativo attraverso il quale il demos esercitava la supervisione e il controllo dell'esecuzione effettivo della propria volontà. Oltre a sorvegliare e controllare l'attuazione delle decisioni dell'ecclesia, la boulè si occupava delle finanze pubbliche. Tra i compiti della boulè c'era anche quello di imporre il pagamento dei debiti a chi risultava debitore.

### Nell'antica Roma
Il sistema politico della Roma repubblicana, già sviluppatosi durante il periodo dei Re, prevedeva un Senato costituito da anziani magistrati, vale a dire da persone che avevano ricoperto cariche elettive in ruoli esecutivi (consoli, pretori, edili, questori, tribuni, ecc.). Il Senato non poteva però, da solo, promulgare leggi. Poteva discuterle ed approvarle al suo interno per poi demandarle al voto dei "Comizi". I Comizi erano assemblee popolari. Tutti i cittadini romani ne facevano parte secondo il censo e l'età (Comizi centuriati), secondo una base territoriale (Comizi Tributi) e secondo l'appartenenza ad una Gens (Comizi curiati).
Il voto prevalente in ciascuno di questi Comizi rappresentava un voto e le diverse assemblee venivano riunite per votare fino a che non si fosse ottenuta una maggioranza. I comizi non avevano tutti il medesimo numero di componenti, per esempio i comizi centuriati degli anziani erano meno popolosi che gli analoghi comizi che raggruppavano i giovani (fino a 46 anni) ed i comizi di chi aveva un reddito più elevato conteneva un numero inferiore di membri che non altre fasce di reddito. In questo modo il voto degli anziani ricchi aveva più peso. Le regole democratiche cambiarono durante tutto il periodo Repubblicano, ma molto in fretta venne definita l'estrazione a sorte della prima delle assemblee che doveva esprimersi.
Questa assemblea (Comizio) veniva definita: "Prerogativa" [8]. In base a questo sistema fondamentalmente pluri-camerale le leggi erano virtualmente votate dalla totalità dei cittadini (definiti come: maschi in età matura ed in stato libero). Mediante i Comizi tributi e la magistratura dei "Tribuni del popolo" i cittadini godevano anche del diritto di iniziativa legislativo: oltre che approvare o respingere leggi proposte dal Senato, potevano proporne. Il termine SPQR (Senatus PopulusQue Romanus) ha un contenuto molto concreto e descrive un sistema di democrazia diretta [7].

### Nel medioevo
In un panorama di forme diversissime e soluzioni originali, l'autogoverno era praticato durante tutto il medioevo nei Comuni e Repubbliche nel Nord Italia.
Tra le diverse forme di questo autogoverno esisteva quella del potere legislativo esercitato dall'assemblea dei cittadini in piazza. Elisa Occhipinti, studiosa di storia comunale, nel suo “L'Italia dei Comuni” fornisce questa descrizione: “Il Comune in Italia fu da subito espressione dell'intera cittadinanza, che in esso si riconosceva e che da esso si sentiva rappresentata. Ogni - civis - ne faceva parte in quanto abitante della città e non in quanto appartenente ad un determinato ceto sociale. Espressione della comunità cittadina era l'assemblea generale di tutti gli abitanti (indicata nelle fonti con diversi termini: consilium, parlamentum, concio, colloquium, arengo) convocata al suono della campana, nel corso della quale i partecipanti dibattevano i problemi della città e approvavano le linee di governo” [4].
Un altro studioso, tra i più autorevoli sulla storia della Repubblica di Venezia, l'inglese Frederic C. Lane spiega che: “… nell'antica Venezia l'autorità suprema spettava in linea di principio all'assemblea popolare (Concio o Arengo). In queste adunanze collettive della popolazione avveniva la scelta del Doge e l'approvazione delle nuove leggi” [5]. L'equivalente del “concio” o “arengo” si chiama in tedesco “Landesgemeinde” e venne descritta per la prima volta in lingua tedesca come “Gemeinde der Leute des Tals” (comunità delle genti della valle). Le prime “Landsgemeinde” si tennero nei Cantoni rurali della Svizzera primitiva. Per esempio a Uri nel 1231 [6].
In questa forma di democrazia diretta l'organo legislativo non si presenta nella forma di Parlamento di rappresentanti, ma è costituito dall'assemblea dei cittadini in piazza che esercitano l'attività legislativa direttamente. Questa forma di democrazia diretta, medioevale, rafforza di fatto il potere esecutivo dato che l'organo legislativo può riunirsi solo raramente ed affrontare un numero limitato di temi. In Italia esso ha ceduto il posto all'avvento delle signorie, proprio negli anni in cui veniva adottato in Svizzera. Questa forma di democrazia esiste ancora in diversi Comuni svizzeri, ma solo in due Cantoni: Appenzello Interno, e Canton Glarona.

### Nell'età moderna
Il tema della "democrazia diretta" riprende vigore nell'illuminismo. Jean-Jacques Rousseau descrive la democrazia diretta come la sola forma di governo con la quale il popolo sovrano esprime la volontà generale. Rousseau pone particolarmente l'accento sull'infedeltà dei rappresentanti eletti e sul concetto "degradante" della delega politica ("..nel quale la specie umana è degradata e il nome di uomo è disonorato...").
Dopo il tentativo di introduzione della democrazia diretta, di tipo moderno, fatto con la citata Costituzione francese del 1793, fu la volta della Svizzera dove il sistema di democrazia diretta di tipo medioevale non era mai scomparso. Già la prima Costituzione federale svizzera del 1848, conteneva elementi di democrazia diretta che erano: il referendum confermativo obbligatorio in caso di revisioni parziali o totali della Costituzione e la possibilità di domandarne una revisione totale..
Per giungere alla realizzazione della democrazia diretta nella forma attuale si dovette attendere il 1891. I sostenitori della democrazia diretta erano raccolti soprattutto nel "Movimento democratico" animato da personaggi di estrazioni politiche diverse sebbene spesso di orientamento socialista, come ad esempio Karl Bürkli: fondatore della Internazionale a Zurigo il quale, in polemica con Karl Marx, sosteneva che la democrazia diretta e non la dittatura del proletariato avrebbe realizzato la fase di transizione alla estinzione dello Stato..
Un notevole esempio di democrazia diretta è stata la brevissima esperienza della Comune di Parigi (1871), sviluppatasi approfittando del crollo del Secondo Impero Francese e con la spinta rivoluzionaria di creare un nuovo regime di stampo socialista. L'iniziativa venne spenta nel sangue dallo stesso esercito francese.
Successivamente, seguendo l'esempio della Svizzera e per combattere la "degenerazione oligarchica dei partiti", come definita da Moisej Ostrogorskij e il dilagare della corruzione da questa generata, negli Stati Uniti d'America, durante l'era progressista, vennero introdotti diversi strumenti di democrazia diretta in molti stati, tra i quali la California (1911).
Applicazioni "locali" in processi decisionali, che fanno pensare alla democrazia diretta (sebbene questo termine sia utilizzato in modo proprio solo in contesti legislativi, e non in generici processi decisionali) si possono reperire:
- a partire dal 1909, nei kibbutz fondati in Palestina (poi Israele) secondo principi di socialismo radicale;
- a partire dal 1917, nei soviet che in Russia e in Germania si erano formati a seguito delle idee rivoluzionarie di stampo comunista e nelle forme decisionali della democrazia dei consigli.

## Democrazia diretta in età contemporanea
Come accennato, oggi tutte le democrazie sono rappresentative.
Diversi politologi e sociologi della politica hanno indicato, già da tempo, i limiti della democrazia solo rappresentativa. Tra questi Moisej Ostrogorskij. Per correggere le storture che si possono generare nelle forme di democrazia solo rappresentativa, spesso le democrazie moderne inseriscono degli strumenti di democrazia diretta nel loro ordinamento.

### Strumenti
Gli strumenti mediante i quali i cittadini possono esercitare la democrazia diretta sono i seguenti:
- Petizione, è lo strumento più semplice di democrazia diretta. Una petizione impone all'organo al quale viene indirizzato di dare una semplice risposta;
- Referendum abrogativo, tramite il quale i cittadini possono abrogare un provvedimento legislativo votato dai rappresentanti. L'abrogazione avviene chiamando al voto i cittadini stessi, per esempio mediante la raccolta di firme;
- Referendum confermativo, tramite il quale i cittadini possono essere chiamati al voto anche senza preventiva raccolta di firme per alcune tipologie specifiche di leggi, per esempio per leggi che concernono direttamente i legislatori, come per esempio le leggi elettorali, oppure per leggi che comportano voci di spesa particolarmente elevati;
- Legge di iniziativa popolare, con cui i propositori della legge di iniziativa popolare, raccogliendo il numero di firme necessario nei tempi e nelle modalità previste, chiamano alla discussione ed al voto i rappresentanti eletti. Questo strumento di democrazia diretta è detto a volte anche Proposta popolare o Mozione di iniziativa popolare;
- Referendum legislativo, con cui i propositori della legge di iniziativa popolare chiamano al voto direttamente l'insieme degli elettori;
- Revoca degli eletti, che consente ai cittadini, seguendo le specifiche procedure, di revocare un rappresentante eletto prima dello scadere del suo mandato oppure anche, eventualmente, tutto l'organo rappresentativo.

Un discorso a parte merita il Plebiscito. Nella citazione di Auer (precedente) questo strumento è indirettamente indicato come una forma impropria di democrazia diretta, definita come "addomesticata". Nell'opera di Bruno Kaufmann invece lo strumento è energicamente rifiutato come strumento di democrazia diretta: "I plebisciti sono strumenti di potere nelle mani di chi governa, in cerca di approvazione da parte del Popolo per consolidare o salvare il proprio potere. Lo scopo non è tanto l'implementazione della democrazia, quanto piuttosto il dare legittimità alle decisioni di chi governa."

### In Svizzera
La Svizzera è un esempio di Stato ove vengono applicati con regolarità molti istituti di democrazia diretta a livello federale, cantonale e comunale. Il popolo può bloccare una legge o una modifica della costituzione decisa dal parlamento tramite referendum o può imporre modifiche alla legge ordinaria o alla costituzione tramite un'iniziativa popolare. In due cantoni svizzeri, il Canton Appenzello Interno e il Canton Glarona, la votazione avviene in modo tradizionale tramite alzata di mano (Landsgemeinde); altrove il voto viene espresso al seggio o per corrispondenza. In Svizzera la democrazia ha sia forma diretta che rappresentativa. La fusione delle due forme non è una caratteristica unica della Svizzera, ma rispetto agli altri paesi ciò è accentuato. I cittadini possono sia proporre leggi sia respingere leggi già approvate dal parlamento. Sono presenti numerosi metodi per consultare il popolo, a seconda della questione, tra queste le iniziative popolari e i referendum.
In Svizzera, come in tutti i paesi democratici, i cittadini eleggono i propri rappresentanti. Ma la Svizzera dà ai cittadini anche la possibilità di partecipare direttamente al processo decisionale. Benché la democrazia diretta non sia una prerogativa unica della Svizzera, il sistema svizzero è probabilmente il più ampio nel mondo. I cittadini svizzeri possono sia fare proposte legislative, sia respingere la legislazione già approvata dal Parlamento. L'unico caso in cui il Parlamento può agire contro questo diritto è se la proposta legislativa è anticostituzionale o se viola il diritto internazionale.

### In Italia
La democrazia diretta trova una specifica previsione e tutela costituzionale nella Costituzione della Repubblica Italiana, e in particolare ad essa è dedicato l'Art. 3 Cost., annoverato nella sezione dei "Diritti fondamentali".
Tutti i cittadini hanno pari dignità sociale e sono eguali davanti alla legge, senza distinzione di sesso, di razza, di lingua, di religione, di opinioni politiche, di condizioni personali e sociali.
È compito della Repubblica rimuovere gli ostacoli di ordine economico e sociale, che, limitando di fatto la libertà e l'eguaglianza dei cittadini, impediscono il pieno sviluppo della persona umana e l'effettiva partecipazione di tutti i lavoratori all'organizzazione politica, economica e sociale del Paese.
(Costituzione della Repubblica Italiana)»
Tra gli strumenti che l'ordinamento italiano prevede per l'effettivo esercizio di questa forma di partecipazione ci sono:
- A livello nazionale.

L'Italia, a livello nazionale, prevede tre strumenti di democrazia diretta:
- - Referendum abrogativo (articolo 75 della Costituzione della Repubblica Italiana) consente l'abrogazione di leggi varate dal Parlamento. La Legge 25 maggio 1970, n. 352, in materia di "Norme sui referendum previsti dalla Costituzione e sulla iniziativa legislativa del popolo." richiede la presentazione di 500.000 firme autenticate, le quali devono essere raccolte in un arco massimo di tempo di tre mesi. Questo rende chiaramente difficoltosa tale impresa a gruppi che non dispongano di un'adeguata organizzazione. Inoltre l'abrogazione è possibile solo se si supera il quorum del 50% degli aventi diritto al voto.
  - Referendum Confermativo (articolo 138 della Costituzione della Repubblica Italiana). È detto anche "referendum costituzionale". Ha luogo se una modifica della Costituzione è stata approvata da ciascuna delle Camere con una maggioranza inferiore ai due terzi dei suoi componenti, in questo caso per avere luogo il referendum deve essere richiesto (entro tre mesi) da un quinto dei membri di una Camera o cinquecentomila elettori o cinque Consigli regionali. Il referendum costituzionale non esige quorum di votanti.
  - Legge di iniziativa popolare (articolo 71 della Costituzione della Repubblica Italiana). Consente di presentare al Parlamento disegni di legge, purché sostenuti da almeno 50.000 firme. La discussione della proposta e la delibera resta competenza dell'organo legislativo. Si tratta quindi di una "Proposta popolare" o "Mozione di iniziativa popolare". Purtroppo le leggi di iniziativa popolare a voto parlamentare pur essendo contemplate dalla Costituzione non vengono in genere nemmeno discusse né tanto meno votate dal Parlamento il quale dà la precedenza alle leggi di iniziativa governativa o parlamentare.

Un quarto strumento di democrazia diretta è previsto dalla Costituzione:
- Petizione (articolo 50 della Costituzione della Repubblica Italiana) che dice: "Tutti i cittadini possono rivolgere petizioni alle Camere per chiedere provvedimenti legislativi o esporre comuni necessità". Questo strumento non ha finora trovato applicazione pratica, non essendo mai stato regolamentato con un'apposita legge dal Parlamento.
- A livello locale:
  - In applicazione dei principi costituzionali che prevedono l'autonomia legislativa ed attuativa degli Enti locali (articoli 114, 117,118 e 123 della Costituzione della Repubblica Italiana) negli Statuti e nei Regolamenti comunali e regionali può essere introdotto qualsiasi strumento di democrazia diretta.
- Proposte recenti:
  - Nel 2008 per iniziativa dei senatori Adamo, Ceccanti, Di Giovan Paolo, Incostante, Legnini, Marino, Procacci, Vitali e Pertoldi, è stato presentato un disegno di legge costituzionale. Si proponeva di ritoccare il meccanismo del quorum: dal 50% degli aventi diritto al voto doveva passare al 50% dei votanti alle elezioni precedenti. Inoltre, nel caso in cui il parlamento non reagisse entro 18 mesi alla presentazione di una legge d'iniziativa popolare questa sarebbe passata al voto popolare[15].
  - Nel 2009 per iniziativa dei senatori Peterlini, Adamo, Ceccanti, Negri, Perduca, Pinzger, Poretti e Procacci è stato depositato un disegno di legge costituzionale che propone l'introduzione di una più ampia gamma di strumenti di democrazia diretta nella nostra Costituzione, incluso il referendum legislativo[16].

Il dibattito sulla democrazia diretta in Italia è stato riaperto a partire dagli anni 2000 con le iniziative politiche dei membri e appartenenti al Movimento 5 Stelle (M5S).

### Nell'Unione Europea
Anche l'Unione europea ha recentemente (1º aprile 2012) introdotto uno strumento di democrazia diretta: il Diritto d'iniziativa dei cittadini europei (ECI).
Con la raccolta di un milione di firme in almeno 5 paesi della Comunità i cittadini europei possono chiamare la Commissione europea a presentare una proposta legislativa. Si tratta quindi di una legge di iniziativa popolare a voto parlamentare. Sebbene la "Mozione" o "Proposta popolare" (come tale strumento è anche chiamato) non sia il più potente strumento di democrazia diretta, né sia particolarmente originale, è opportuno segnalare alcune particolarità ed originalità dell'ECI:
- è il primo strumento di democrazia diretta a livello di un continente.
- è ammessa la raccolta delle firme valide via rete.

Negli ultimi anni è stato anche lanciato il progetto Make.org (originatosi in Francia e patrocinato dal Parlamento Europeo), che permette a ogni utente registrato di avanzare delle proposte e di discuterle e votarle insieme agli altri utenti.

### In altri Stati europei
Strumenti di democrazia diretta sono presenti in diversi Stati europei soprattutto quelli dell'est, che hanno introdotto di recente forme di democrazia. La "Guida alla democrazia diretta"[3] ci riferisce che il referendum abrogativo e l'iniziativa popolare a voto popolare oltre che nel Liechtenstein ed in Svizzera, sono presenti in Lituania, Slovacchia ed in Ungheria.
L'Italia presenta diverse forme di democrazia diretta (già citate precedentemente), sebbene non contempli la legge di iniziativa popolare a voto popolare e sebbene la "Guida" metta in evidenza il fatto che il referendum abrogativo esiga un "quorum" (la cosa è presentata come una anomalia).
Un caso particolare, in Europa, è la Germania: a livello federale non sono di fatto presenti strumenti di democrazia diretta, mentre lo sono in circa tutti gli stati federati (Länder) ed a livello comunale. La diffusione della democrazia diretta in Germania è un fenomeno relativamente recente: fino al 1989 l'unico Land a disporre di strumenti di democrazia diretta era il Baden-Württemberg [3].

### In California e negli USA
A seguito del movimento progressista, durato alcuni decenni tra la fine del 1800 e l'inizio del 1900, e consistente in un movimento democratico finalizzato ad ottenere riforme atte a contrastare la corruzione e la degenerazione dei partiti politici, in molti stati degli USA vennero introdotti strumenti di democrazia diretta. Tra questi stati figura la California, il più popoloso Stato USA, dove strumenti di democrazia diretta vennero introdotti nel 1911.
Questi sono in particolare: il referendum abrogativo e le leggi di iniziativa popolare a voto popolare. Le forme di democrazia diretta presenti negli stati americani sono diverse, stato per stato, e sono diverse da quelle esistenti in paesi dove la democrazia diretta è radicata (come la Svizzera). Una sintesi delle differenze è presente nel testo di Bruno Kaufmann "Guida alla democrazia diretta"[3] dove si dice che: "Le iniziative popolari in California aggirano il Parlamento completamente, mentre in Svizzera, una volta depositate le sottoscrizioni necessarie, inizia un processo di consultazioni e negoziazioni molto diverso e ampio". Un'altra differenza, consiste nella maggiore presenza (negli stati USA) dello strumento della revoca (detto "recall"), presente solo in pochi cantoni svizzeri. Gli Stati USA dove gli strumenti di democrazia diretta sono più di venti. Per esempio i seguenti stati ammettono la legge di iniziativa popolare a voto popolare: Alaska, Arizona, Arkansas, California, Colorado, Idaho, Maine, Massachusetts, Michigan, Missouri, Montana, Nebraska, Nevada, Dakota del Nord, Ohio, Oklahoma, Oregon, Dakota del Sud, Utah, Washington e Wyoming.

### In America del Sud
Strumenti di democrazia diretta sono presenti in diversi Stati dell'America del Sud. La "Guida alla democrazia diretta"[3] ci riferisce che il referendum abrogativo e l'iniziativa popolare a voto popolare sono presenti in: Bolivia, Colombia, Perù, Uruguay e Venezuela.
La Costa Rica prevede il referendum abrogativo, e l'iniziativa popolare a voto parlamentare (situazione simile all'Italia), mentre l'Ecuador prevede l'iniziativa popolare a voto popolare, ma non il referendum.

### In Asia, Africa ed Oceania
Con l'eccezione di alcuni stati indiani, la democrazia diretta è poco presente in questi continenti, sebbene si manifestino sintomi di un interesse crescente.
La Mongolia ha chiesto un corso di aggiornamento ed informazione a specialisti svizzeri (il citato Prof. Auer) ed il Viet Nam ha mandato in Svizzera una delegazione per prendere visione del sistema [2].
Anche in questi continenti comunque è presente e praticata la partecipazione popolare all'attività legislativa mediante voto diretto, per esempio attraverso referendum. La "Guida" già citata ci informa del fatto che tra il 2001 ed il 2008 si sono tenuti 25 referendum in Asia, 16 in Oceania, 29 in Africa [3].
A Taiwan i cittadini hanno a disposizione i referendum propositivi e lo strumento della revoca, dove è stato utilizzato nel febbraio del 2015 per revocare il mandato ad un parlamentare.

## Dibattito e futuro della democrazia diretta
Il dibattito e l'idea di applicare regimi democratici più radicali non ha mai avuto termine. A tutt'oggi, diversi teorici, politici e cittadini percepiscono una crisi di base nei regimi democratici rappresentativi (il cosiddetto politico di professione), giudicati inadeguati (afflitti da conflitti d'interesse se non corrotti) per il perseguimento del bene comune in una società sempre più complessa, pertanto spingono verso nuove forme di democrazia diretta.. Anche le nuove tecnologie elettronico-informatiche (tra cui la rete Internet con i vari servizi web) hanno favorito un'ampia circolazione di informazioni tali da creare una coscienza critica collettiva contro i punti deboli della democrazia rappresentativa favorendo un neonato impulso della democrazia diretta (fino a forme di e-democracy) alla luce anche della crisi dei sistemi politici occidentali incapaci di fronteggiare la grande recessione.
Per questo si stanno sviluppando nuovi strumenti, come il bilancio partecipativo o le iniziative popolari destinate all'espulsione degli eletti (prima del termine del mandato). Infine, mentre in passato l'applicazione della democrazia diretta "pura" era (per ovvi motivi pratici) ostacolata dalle dimensioni degli Stati, oggi, il discorso si è riaperto grazie allo sviluppo delle nuove tecnologie telematiche: grazie alla diffusione dei computer e di Internet, sì è palesata la seria possibilità tecnica di gestire un grande "parlamento virtuale", per tutti gli aventi diritto (e-democracy).
La democrazia diretta è professata oggi da vari movimenti in tutto il mondo (Podemos in Spagna, Syriza in Grecia o il Movimento 5 Stelle in Italia). Il maggiore teorico contemporaneo della democrazia diretta (o municipalismo libertario) è il filosofo americano Murray Bookchin. Le sue idee sono state realizzate col nome di confederalismo democratico nel Rojava siriano dalla popolazione insorta prima contro il regime di Bashar al-Assad e poi contro l'ISIS (famosa è la resistenza della città di Kobanê).
I critici della democrazia diretta e difensori della democrazia rappresentativa sostengono invece la sostanziale inefficacia, rischio o pericolosità della democrazia diretta, ovvero del potere decisionale lasciato al popolo, col rischio elevato di populismo nel mondo moderno sviluppato, dominato da una sempre più spinta alla divisione del lavoro e relativa specializzazione in cui la gestione stessa dello Stato risulta alquanto complessa dal punto di vista amministrativo, burocratico e finanziario tale da richiedere un politico di professione con relativo staff tecnico alle spalle. Prendendo spunto da Norberto Bobbio che scriveva: "Nulla uccide più la democrazia che l'eccesso di democrazia", Francesco Pallante afferma: "Lungi dall'essere la cura per la crisi istituzionale in atto, la democrazia diretta rischia di incarnarne la fase più acuta e conclusiva. È tirannia della maggioranza, dominio della folla."